# Biestrzykowice
Biestrzykowice (deutsch Eckersdorf) ist eine Ortschaft in Niederschlesien. Der Ort liegt in der Gmina Świerczów im Powiat Namysłowski in der Woiwodschaft Opole in Polen.

## Geographie

### Geographische Lage
Das Waldhufendorf Biestrzykowice liegt drei Kilometer nördlich des Gemeindesitzes Świerczów (Schwirz), 11 Kilometer südlich der Kreisstadt Namysłów (Namslau) sowie 43 Kilometer nordwestlich der Woiwodschaftshauptstadt Opole (Oppeln). Der Ort liegt in der Nizina Śląska (Schlesische Tiefebene) innerhalb der Równina Oleśnicka (Oelser Ebene). Durch den Ort verläuft die Woiwodschaftsstraße Droga wojewódzka 454.

### Nachbarorte
Nachbarorte von Biestrzykowice sind im Nordosten Nowy Folwark (Sandvorwerk), im Süden der Gemeindesitz Świerczów (Schwirz) und im Westen Miodary (Hönigern).

## Geschichte

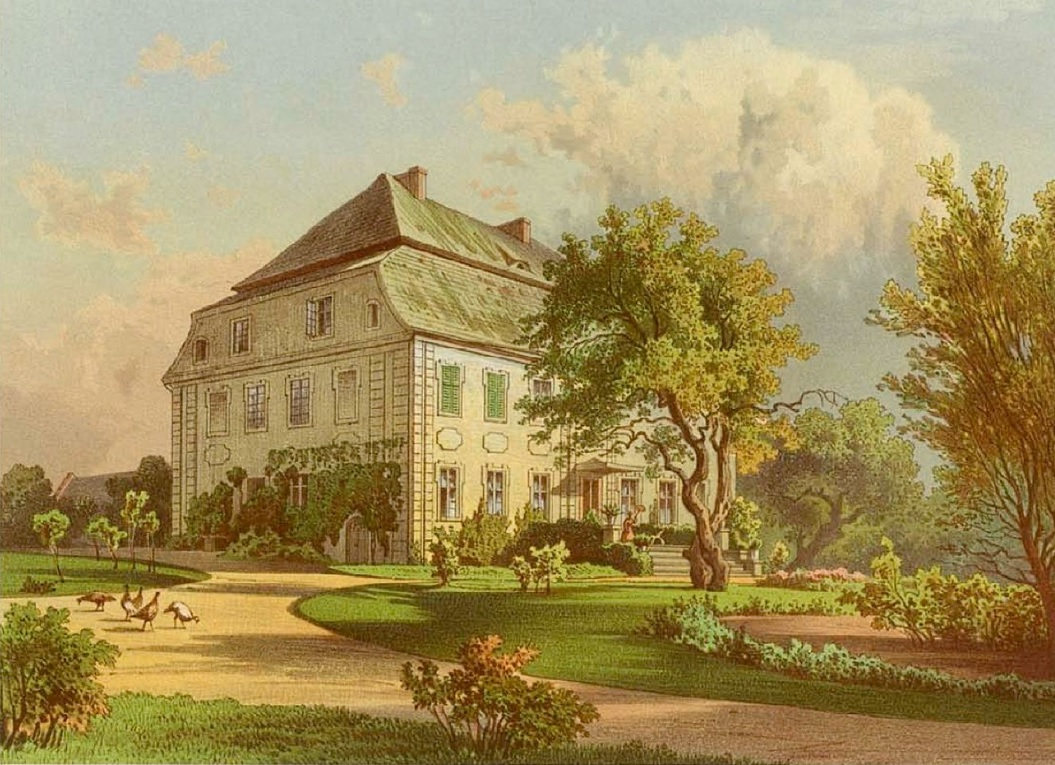
Schloss Eckersdorfs auf einem Stich Mitte des 19. Jahrhunderts

Der Ort wurde erstmals 1318 erwähnt. Weitere Erwähnungen erfolgten 1318 als Eckebrechtsdorf und 1353 als Eckeberthivilla.
Ende des 16. Jahrhunderts hielt die Reformation Einzug in Eckersdorf. 1639 wurde eine Schrotholzkirche errichtet. 1649 wurde im Ort eine katholische Schule eingerichtet. 1654 wurde Eckersdorf rekatholisiert. Nach dem Ersten Schlesischen Krieg 1742 fiel Eckersdorf mit dem größten Teil Schlesiens an Preußen. 1788 wurde im Ort eine katholische Schule eingerichtet.
Nach der Neuorganisation der Provinz Schlesien gehörte die Landgemeinde Eckersdorf ab 1816 zum Landkreis Namslau im Regierungsbezirk Breslau. 1845 bestanden im Dorf eine katholische Pfarrkirche, ein Schloss, zwei Vorwerke, eine katholische Schule, zwei Windmühlen, eine Wassermühle, eine Ziegelei und 159 Häuser. Im gleichen Jahr lebten in Eckersdorf 1183 Menschen, davon 374 katholisch und 2 jüdisch. Zu Eckersdorf gehörten die Orte Grüneiche, Sandvorwerk, Hammer, Karlshof, Rogelmühle und Schmiedeberg. 1874 wurde der Amtsbezirk Eckersdorf gegründet, welcher die Landgemeinden Eckersdorf I und Eckersdorf II und den Gutsbezirk Eckersdorf umfasste. Erster Amtsvorsteher war der Rittergutsbesitzer von Garnier in Eckersdorf.
1933 zählte Eckersdorf 760 sowie 1939 971 Einwohner. Bis 1945 gehörte der Ort zum Landkreis Namslau.
Infolge des Zweiten Weltkrieges kam der Ort 1945 an Polen, wurde in Biestrzykowice umbenannt und der Woiwodschaft Schlesien angeschlossen. 1950 wurde Biestrzykowice der Woiwodschaft Opole zugeteilt. 1999 wurde es Teil des wiedergegründeten Powiat Namysłowski.

## Sehenswürdigkeiten

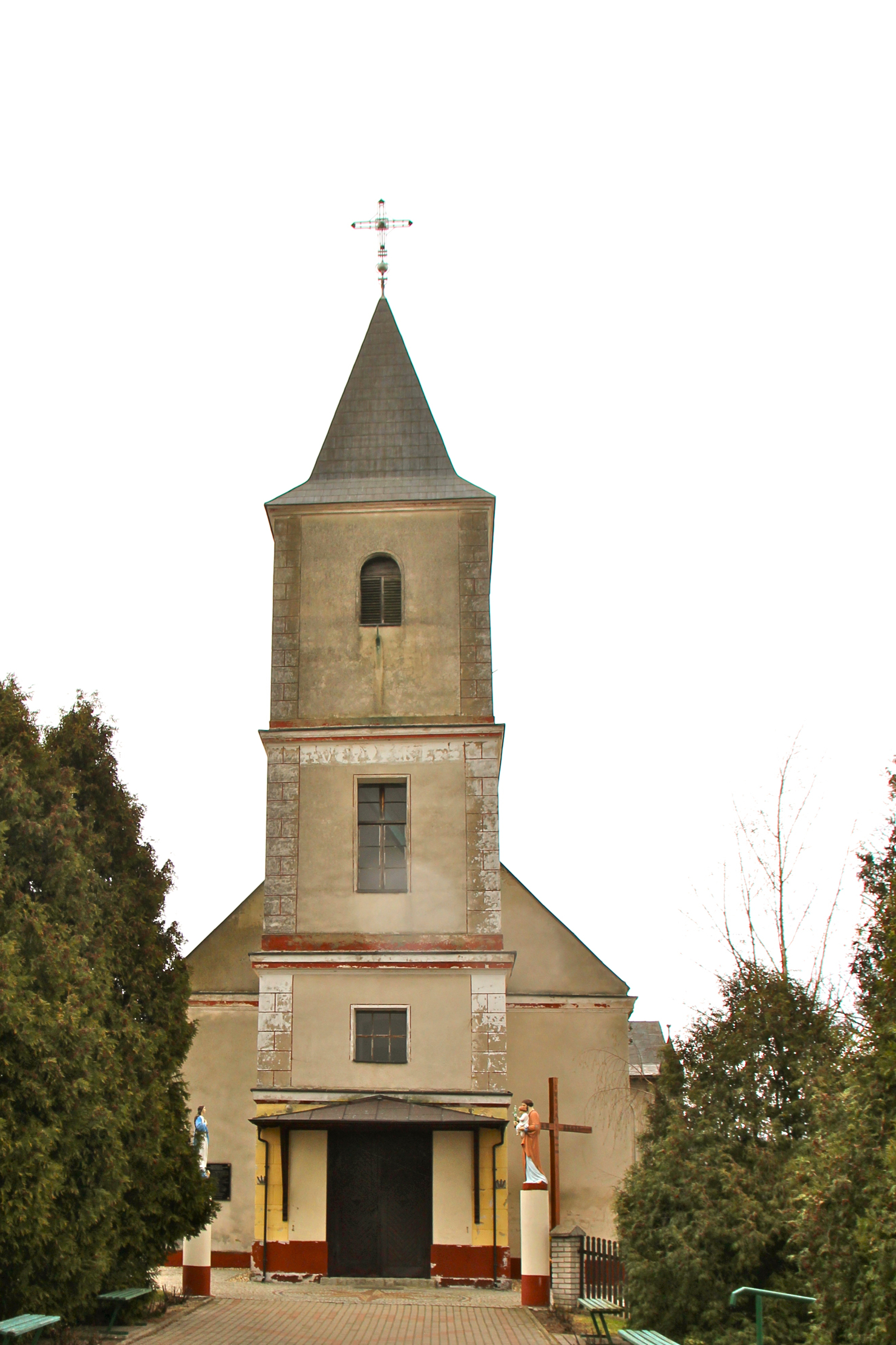
Mariä-Himmelfahrt-Kirche

- Die römisch-katholische Mariä-Himmelfahrt-Kirche (poln. Kościół Wniebowzięcia NMP) besteht in Teilen aus Schrotholz und wurde 1639 errichtet. 1838 wurde der hölzerne Glockenturm abgerissen und bis 1839 durch einen steinernen Turm ersetzt. In der Nacht vom 20. auf den 21. Oktober 1991 zerstörte ein Feuer das Kirchendach sowie den Innenraum. Bis 1993 erfolgte der Wiederaufbau.[3] Der Kirchenbau steht seit 1966 unter Denkmalschutz.[6]
- Das Schloss Eckersdorf entstand im 18. Jahrhundert. 1857 erfolgte im Auftrag von Hugo von Garnier ein Um- und Ausbau des Schlosses. Das Gebäude steht heute leer.[7] Der Schlossbau steht seit 1966 unter Denkmalschutz.[6]

## Persönlichkeiten
- Benedict Titz (1818–1893), katholischer Pfarrer und Parlamentarier, Pfarrer in Eckersdorf

## Vereine
- Freiwillige Feuerwehr OSP Biestrzykowice
- Fußballverein LZS Orzeł Biestrzykowice